# Jaroslav Eduard Dvořák
Jaroslav Eduard Dvořák (* 5. června 1946 Koloděje) je český malíř a sochař, vysokoškolský pedagog, zakládající člen Volného seskupení 12/15 Pozdě, ale přece.

## Život
Jaroslav Dvořák absolvoval Střední výtvarnou školu v Praze (1960-1964). V letech 1966-1972 studoval na Akademii výtvarných umění v Praze v ateliéru prof. Jana Smetany. V červnu 1987 byl jedním ze zakládajících členů Volného seskupení 12/15 Pozdě, ale přece a zúčastnil se první společné výstavy v jízdárně zámku v Kolodějích.
Působil jako docent na katedře výtvarné výchovy Pedagogické fakulty UK v Praze. Od roku 1987 spolupracoval s městem Český Dub, které navštěvoval také se svými studenty. V letech 1987-2009 zde vytvořil několik sochařských realizací.
Zúčastnil se kolektivních výstav ve Finsku, Francii, Rakousku, Indii, v Budapešti, Sofii, Rize a Moskvě a sochařského sympozia v Kutné Hoře.

### Členství ve spolcích
- 1974-1990 Svaz českých výtvarných umělců (SČVU)
- červen 1987 Volné seskupení 12/15 Pozdě, ale přece, zakládající člen
- Nové sdružení pražských malířů
- 1995 SVU Mánes.[2]

### Ocenění
- 1979 Cena ČFVU a SČVU
- 1982 Trienále Sofie
- 1983 Podzimní salon, Paříž
- 2013 Osobnost Českodubska za 25 let spolupráce s městem

## Dílo
Dvořákova generace byla dobře obeznámena se světovým uměním a vědomě navazovala na předválečné výtvarné tendence i na zakladatele české poválečné moderny 60. let. Sami však vstoupili na výtvarnou scénu v době nejtvrdší normalizace v 70. letech a až do konce komunistického režimu nedostali možnost vystavovat v oficiálních galeriích. Jejich tvorba vznikala v soukromí a reagovala mimo jiné i na syrové prostředí různých provizorních prostor, kde malíři a sochaři vystavili svá díla pro okruh přátel a známých. Širšímu publiku se mohli členové nově založeného Volného seskupení 12/15 Pozdě, ale přece představit až krátce před pádem komunistického režimu roku 1988 na první společné výstavě v jízdárně zámku v Kolodějích.
Ve své rané tvorbě se Jaroslav Dvořák věnoval figuraci a navazoval na civilistní malbu první poloviny 20. století. Pro toto období je charakteristická narativně koncipovaná kresba, podaná v malířské zkratce, a napětí jemně odstíněných ploch hnědých tónů a bílé.
Od osmdesátých let se hlavním tématem Dvořákovy tvorby staly krajiny a zátiší. V přírodě, která se na první pohled jeví jako neustálý proces proměn, zrodu, růstu a zániku, Dvořák nalézá systém a řád. Barevná škála jeho obrazů vychází z barev přírodních materiálů a převažují v ní hnědi a okry, s místními tlumenými akcenty zelené a sieny pálené a kontrastní bělobou. Jeho kompozice se vyznačují kontrasty čistých ploch a neklidnou detailní kresbou zachycující prchavé představy a jevy pod povrchem věcí, skryté zrakovému vnímání. Některé své velkoformátové malby kombinuje s kovovým reliéfem (Kalendář, 500 x 300 cm, olej a mosazný plech na dřevě, 1994).
V devadesátých letech Dvořák ve svém hledání výrazových prostředků začal využívat přírodní materiály a přirozeně přešel k třírozměrným instalacím (Hnízdiště, 1991, Obora, 1993). Objekty jsou pro něj intimním místem osobní koncentrace, ve kterých hledá podprahové propojení s prehistorickými dobami, kdy podobné objekty nebyly vnímány jako umění, ale jako symboly toho, co člověka přesahuje i ochraňuje.

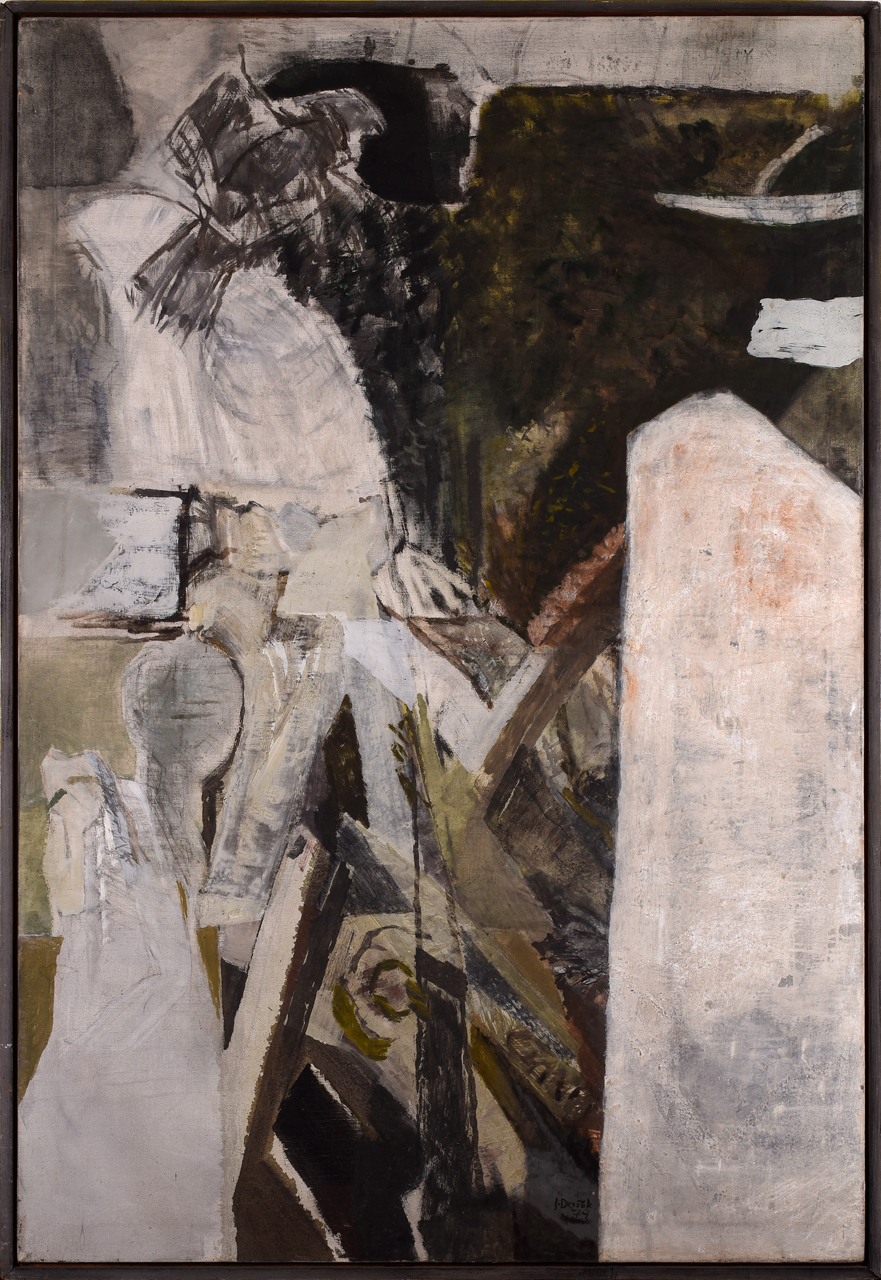
Exteriér, olej na plátně 150 x 100 cm, 1979
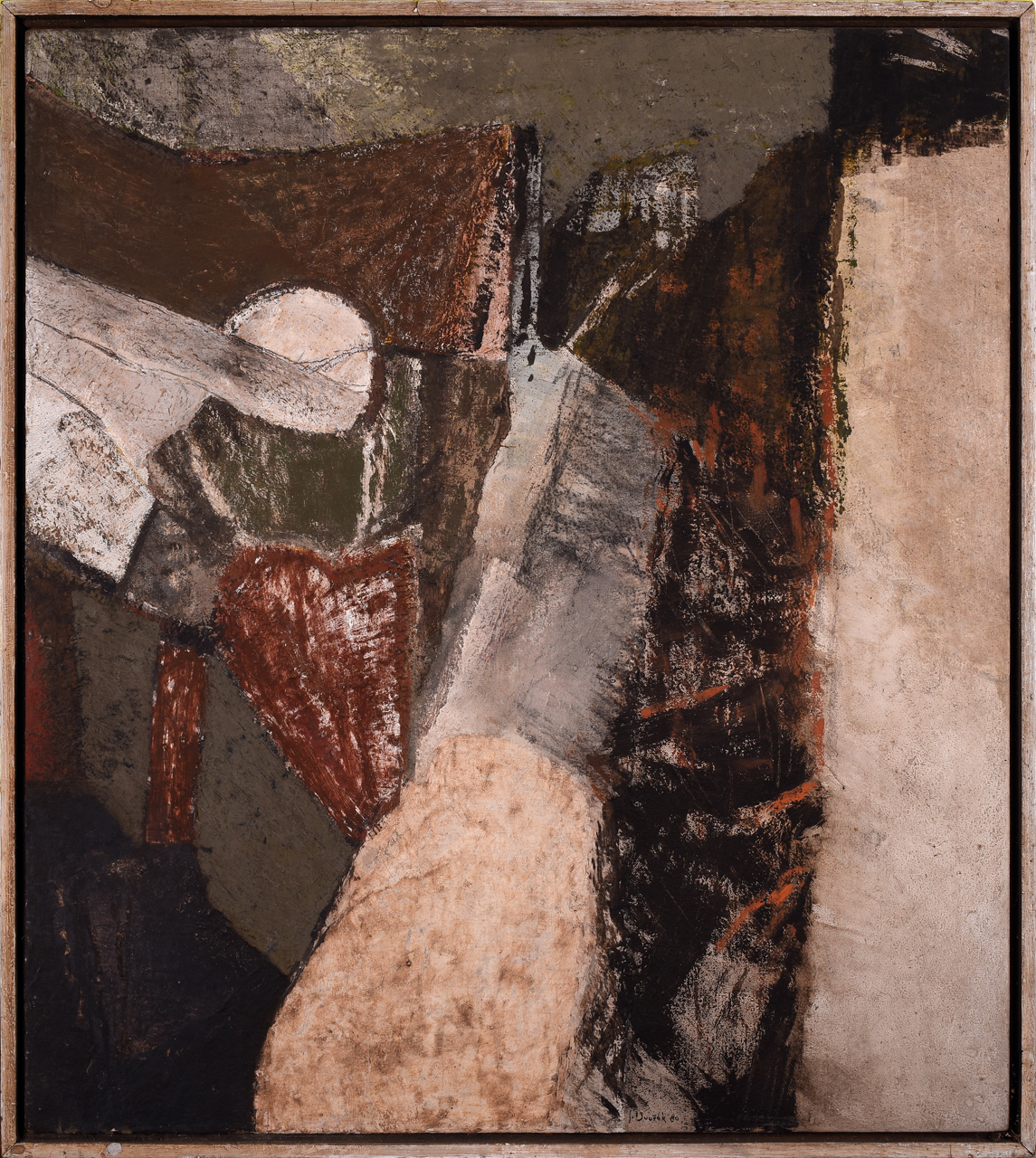
Zákoutí, olej na plátně 90 x 80 cm, 1980
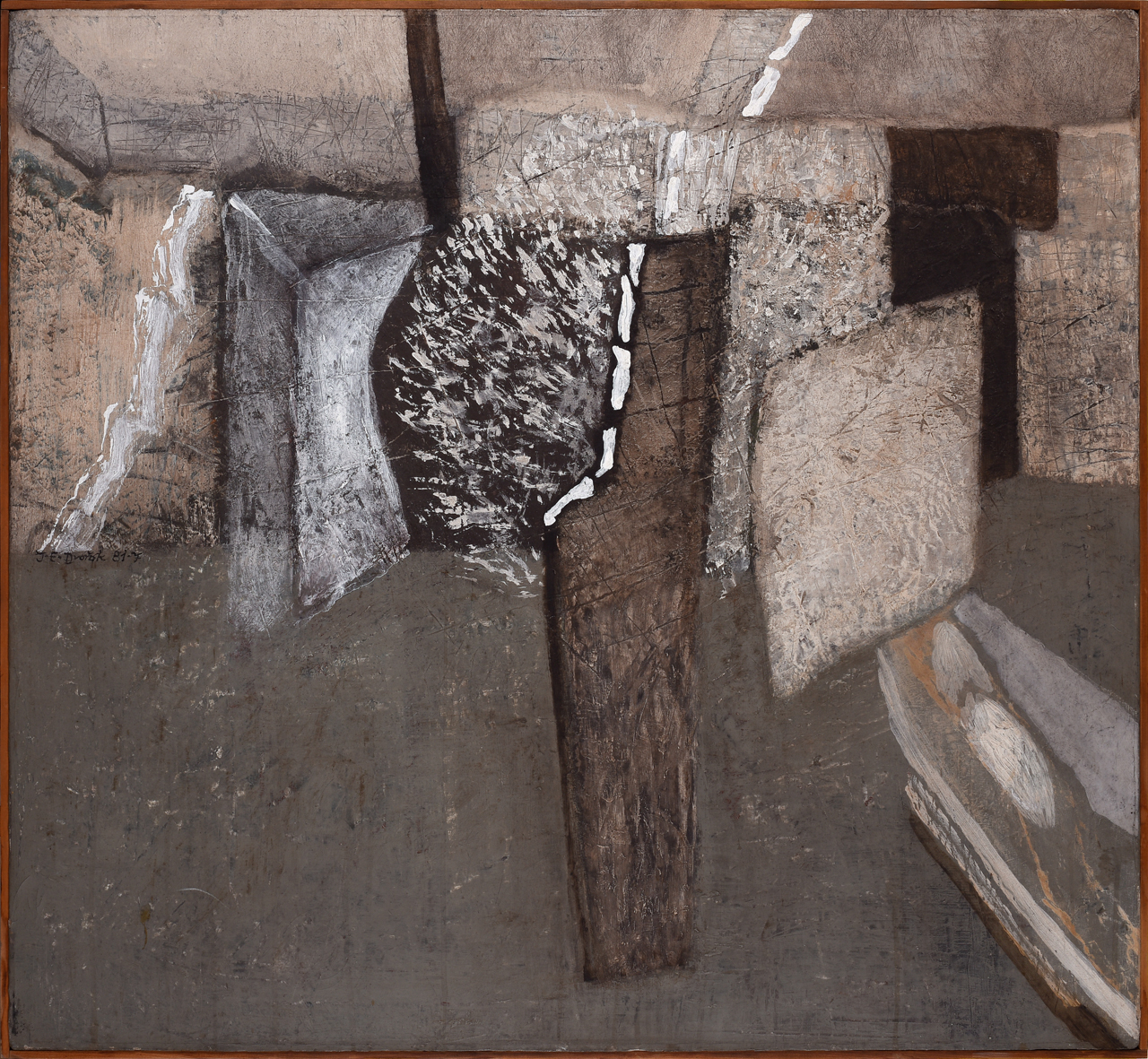
Rybářské zátiší, olej na plátně 88 x 95 cm, 1981
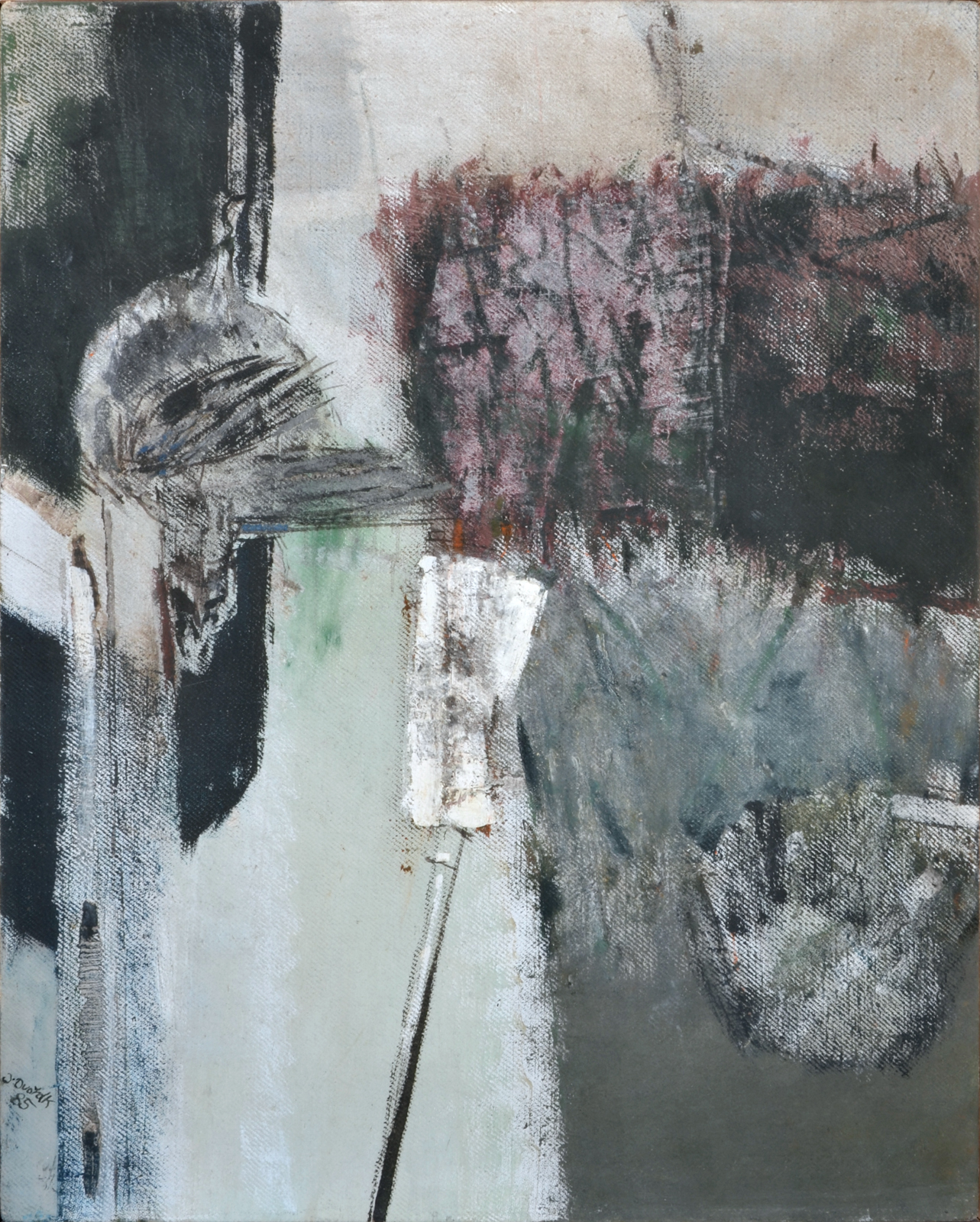
Lovecké zátiší, olej na plátně 89,5 x 71,5 cm, 1985, soukromá sbírka
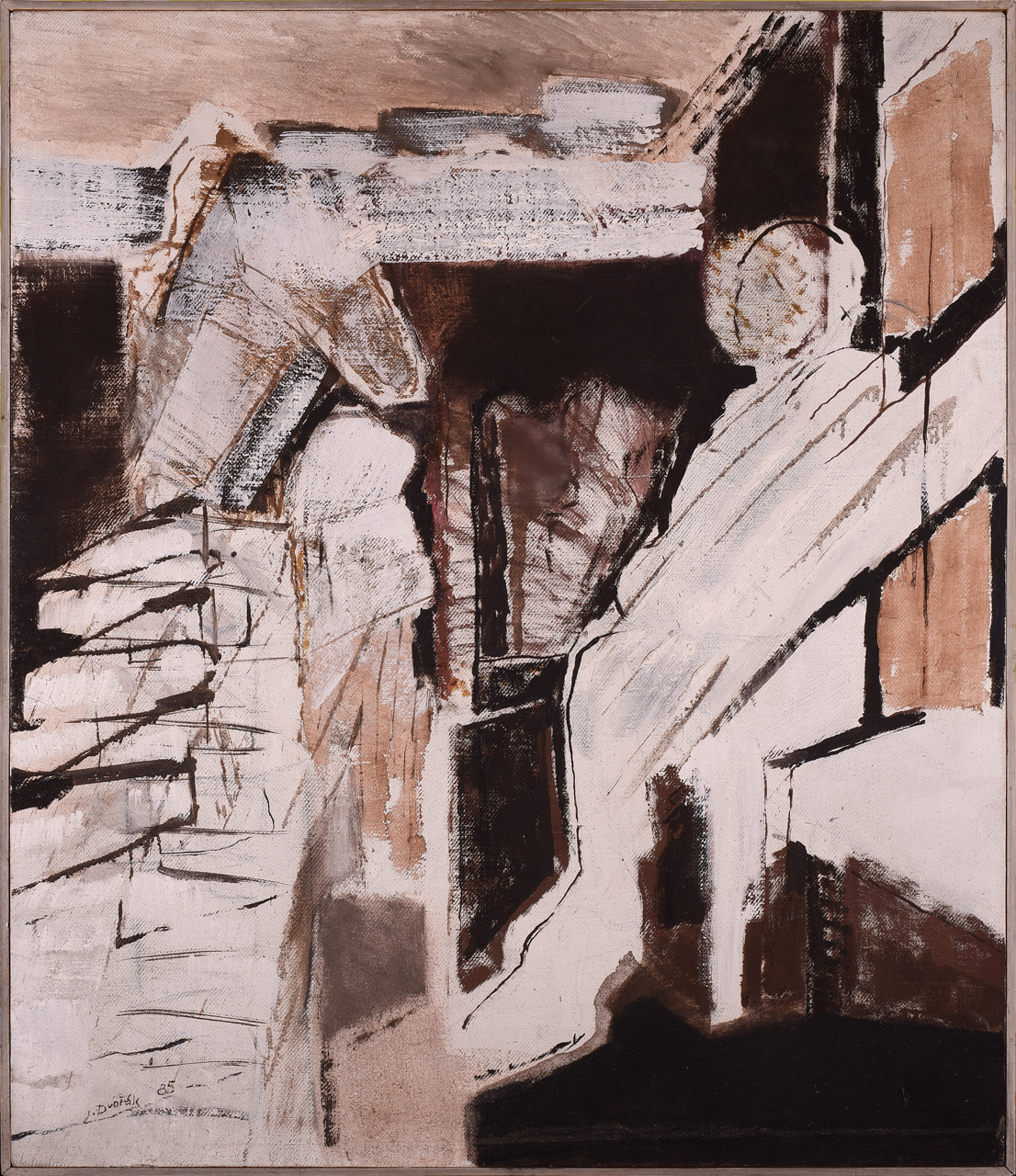
Posezení, olej na plátně 116 x 100 cm, 1985
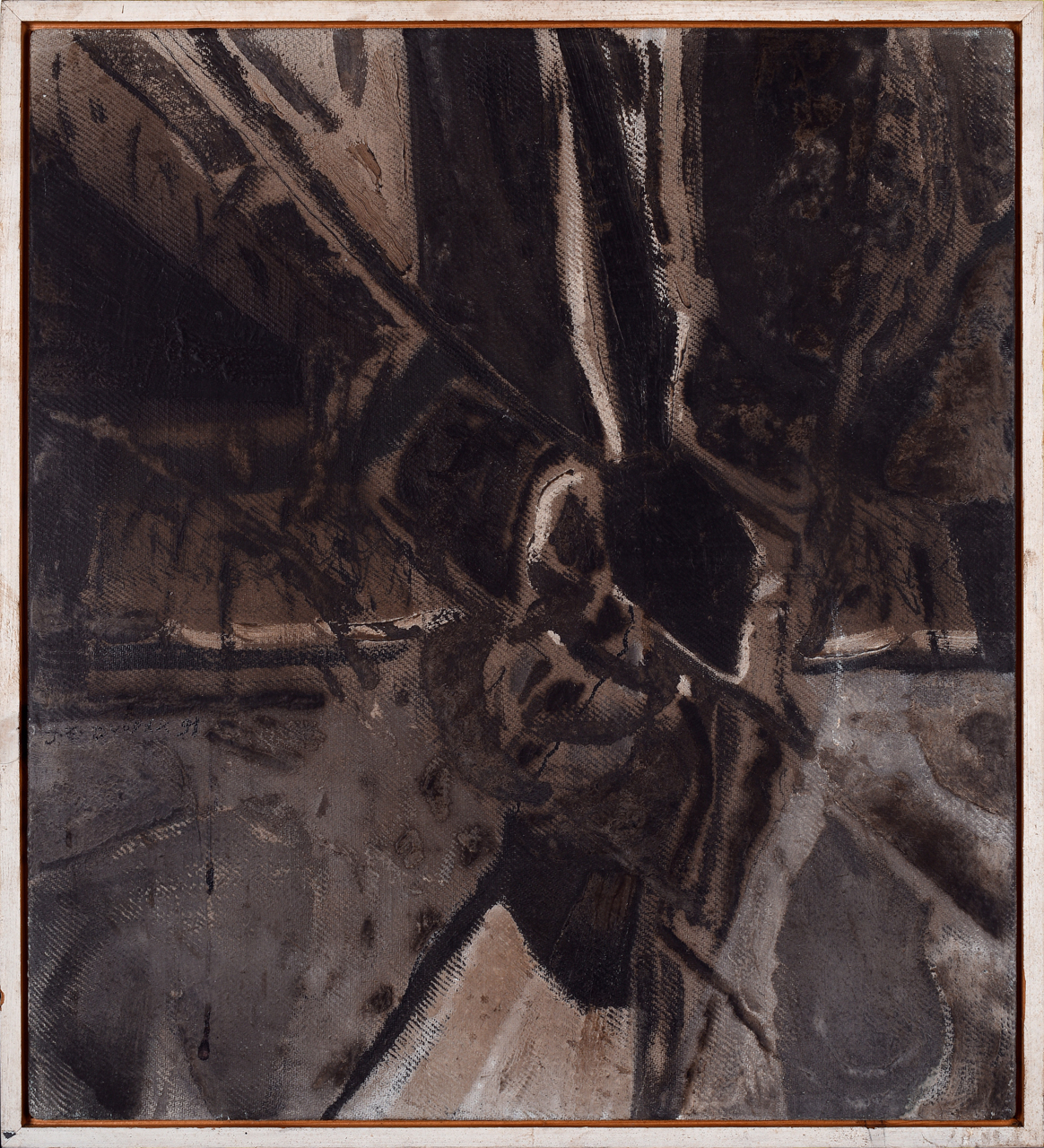
Vzkazy VIII, olej na plátně 61 x 55 cm, 1991
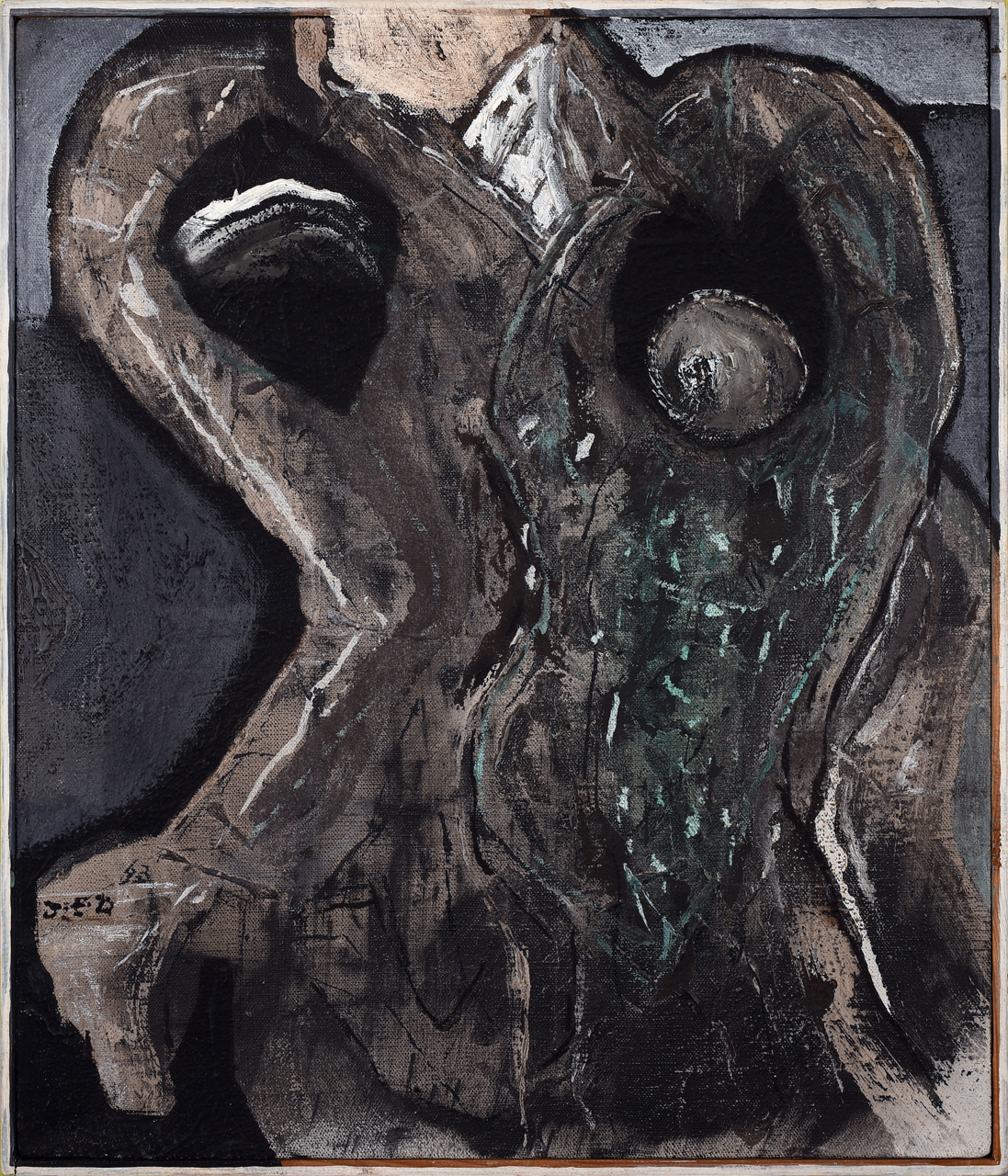
Remízek, olej na plátně 54 x 96 cm, 1993
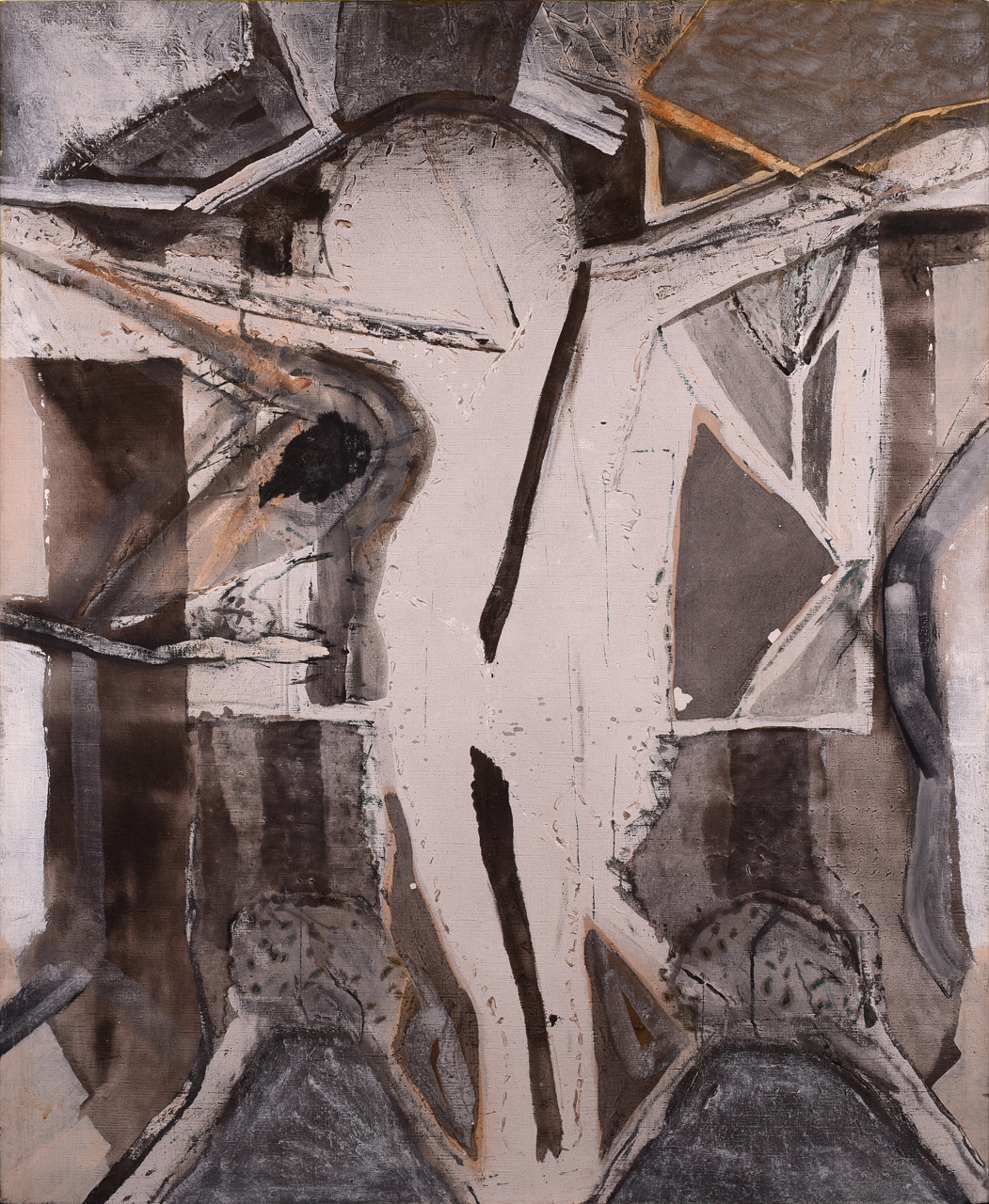
Korpus, olej na plátně, 160 x 125 cm, 1996

Pro město Český Dub po dva roky tvořil objekt z dubového dřeva v místě rajského dvora tamní johanitské komendy, kde byl archeology objeven románský kříž. Dvořákův Dubový kříž, který tvoří specifickou dominantu místa a budí zájem turistů, byl slavnostně vysvěcen roku 2008. V následujících letech vytvořil v Českém Dubu vodoteč v areálu terasy hotelu Koruna a pietní místo na hřbitově.

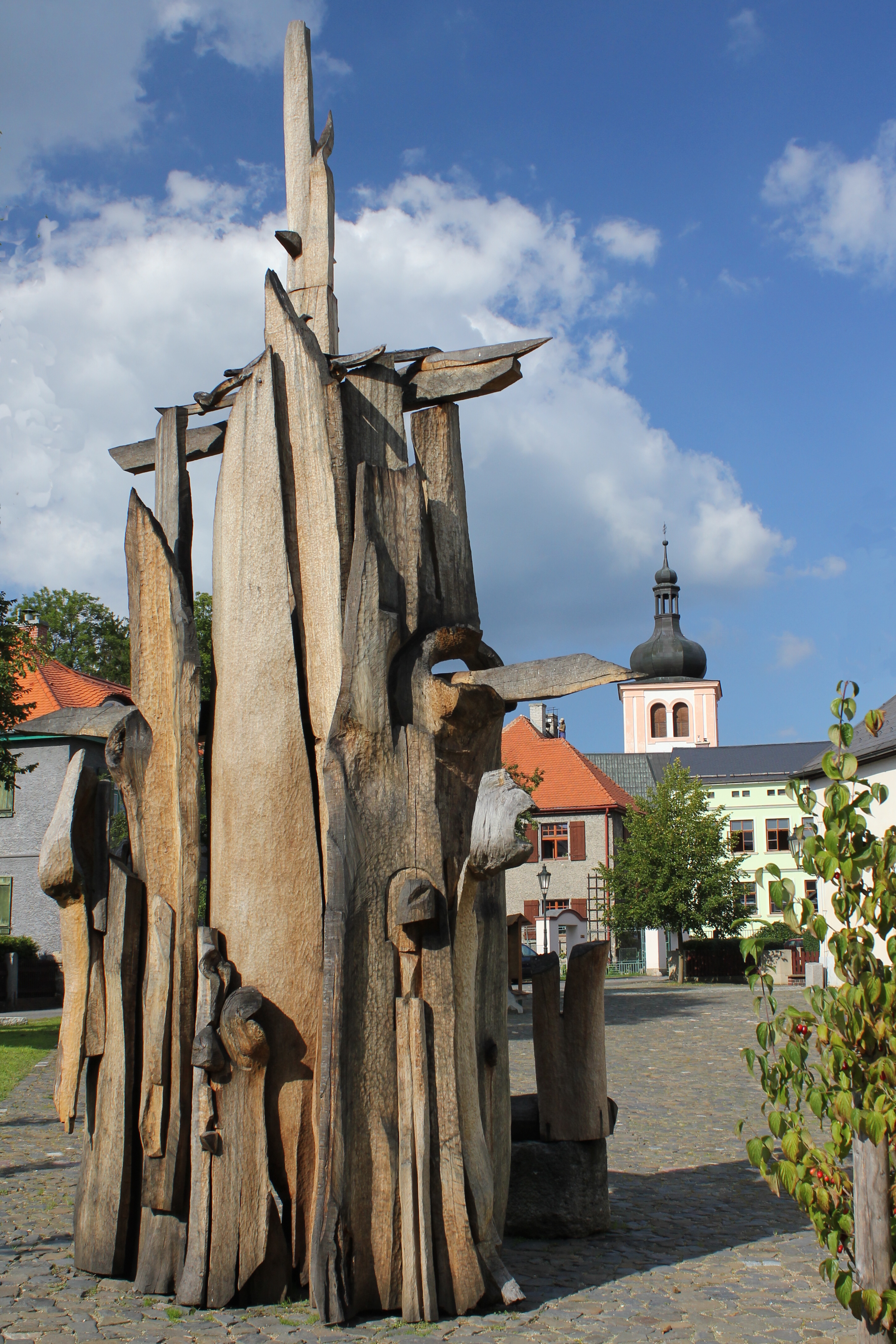
Jaroslav Eduard Dvořák, Český dub (2008)

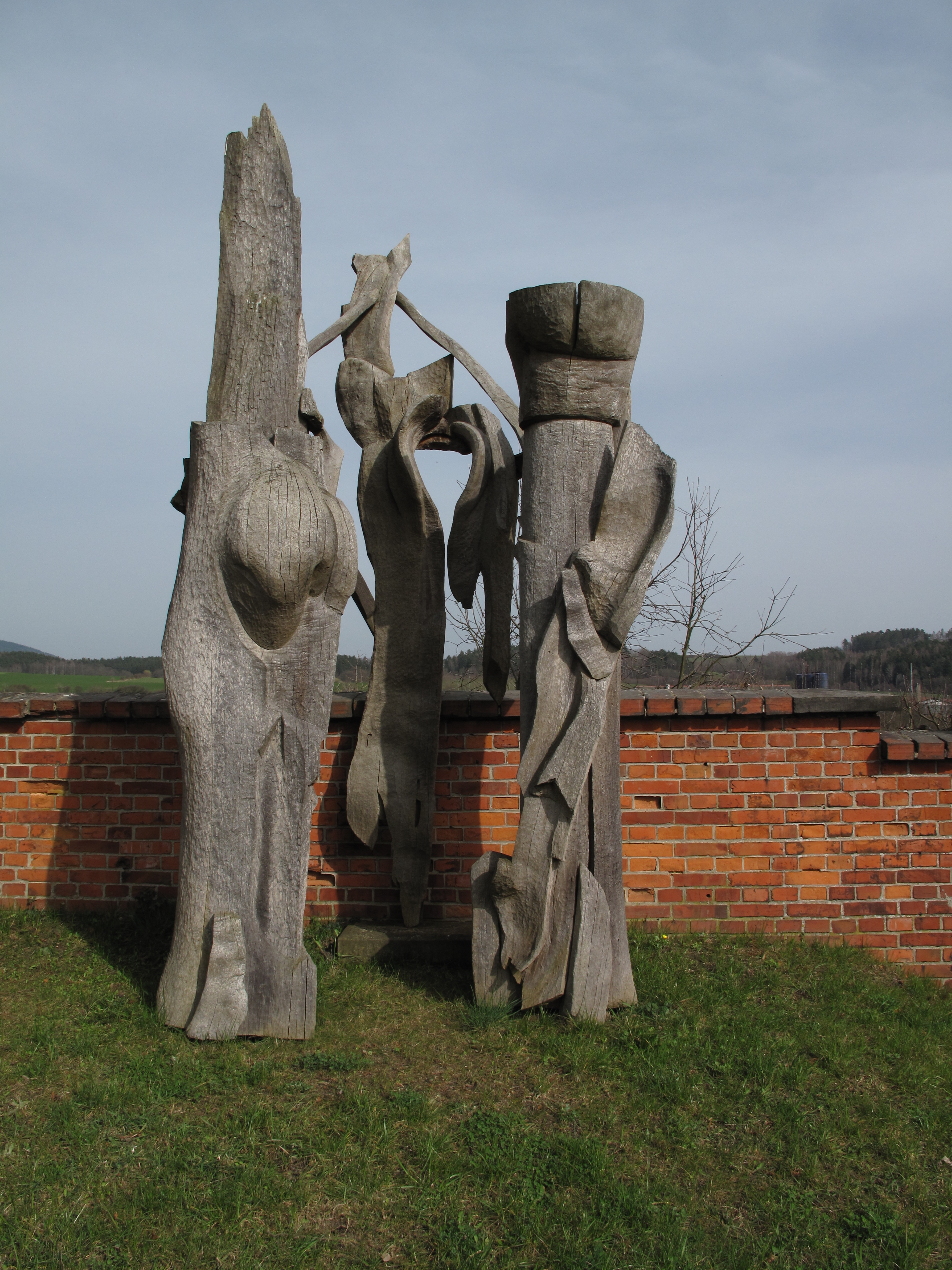
Jaroslav Eduard Dvořák, hřbitov Český Dub

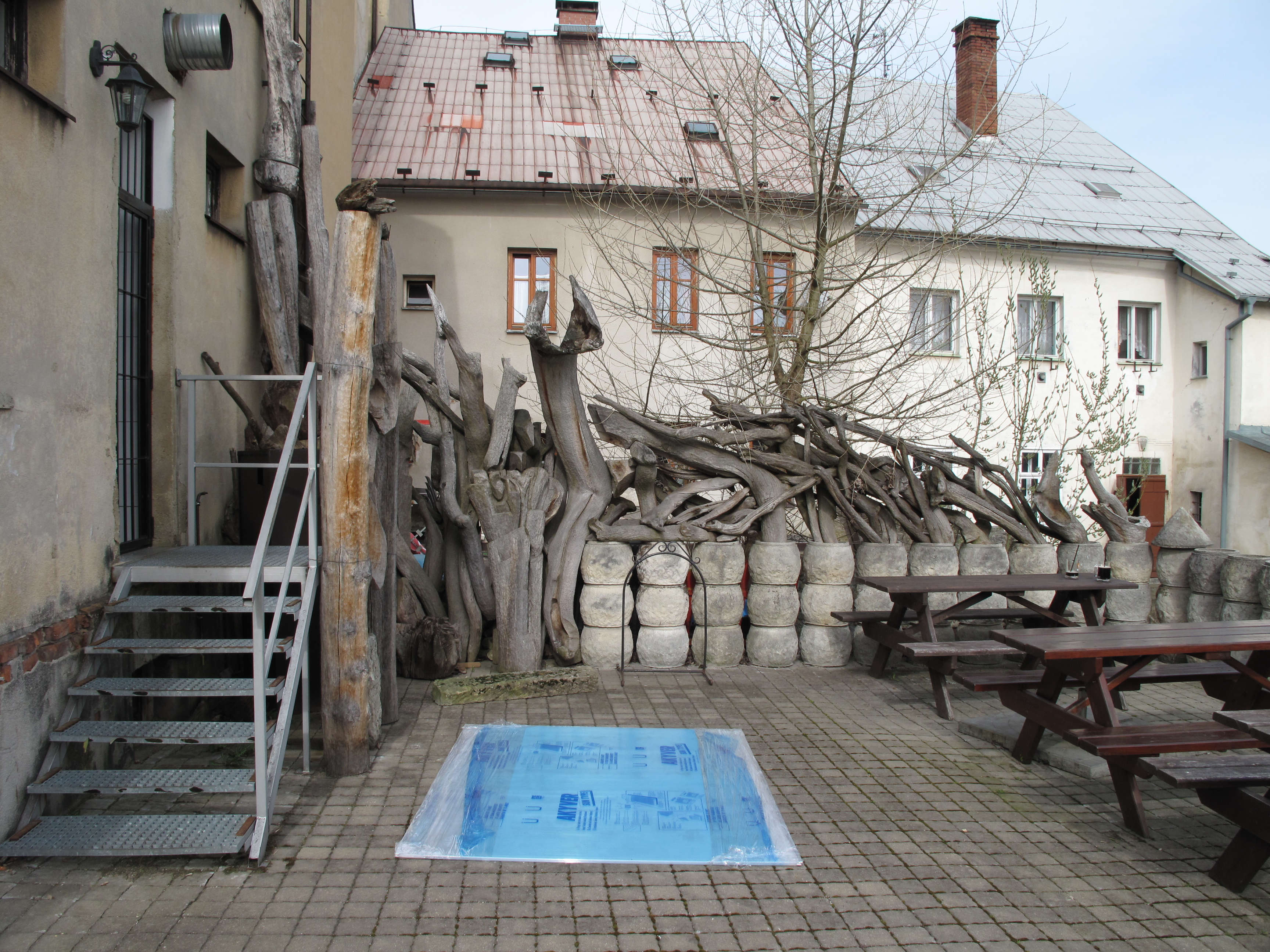
Jaroslav Eduard Dvořák, terasa hotelu Koruna, Český Dub

### Realizace
- 1978 Mozaika, Strahovský areál[7]
- 1985 Sgrafito na ledové ploše, Výstaviště Praha
- 1986 olejomalba, Budova IPS Braník, Praha 4
- 1988 štukolustro, Motolská nemocnice Praha
- 1990 štukolustro, Vysoká škola ekonomická, Praha
- 2015 Dřevěný koráb a kamenný les, zahrada mateřské a základní školy v Kolodějích (s arch. Stanislavem Špoulou)

### Ilustrace knih
- Roučka Adam, Dvorek s mimořádnou akcí trvající patnáct sekund / The Backyard with an Exceptional Action lasting fifteen seconds only, Techo a.s., Praha 1999
- Franz Kafka: Vcházím do pokoje a vidím... (8 celostránkovch ilustrací) Praha, 2000

### Zastoupení ve sbírkách
- Národní galerie v Praze
- Alšova jihočeská galerie v Hluboké nad Vltavou
- Galerie hlavního města Prahy
- Galerie Středočeského kraje v Kutné Hoře
- Severočeská galerie výtvarného umění v Litoměřicích
- Oblastní galerie v Liberci
- Horácká galerie v Novém Městě na Moravě
- Galerie výtvarného umění v Náchodě
- Ministerstvo kultury
- soukromé sbírky doma i v zahraničí

### Výstavy

#### Autorské
- 1975 Jaroslav Dvořák, Galerie mladých, Mánes, Praha
- 1975 Jaroslav Dvořák, Jízdárna, Koloděje, Praha
- 1981 Jaroslav Dvořák: Obrazy, Marie Blabolilová: Grafika, Galerie Platýz, Praha
- 1986 Jaroslav Dvořák: Obrazy, Galerie Nová síň, Praha
- 1987 Jaroslav Dvořák: Prostředí a obraz, Jízdárna, Koloděje, Praha
- 1988 Jaroslav Dvořák: Obrazy, PKO - kulturní středisko Hroznová, Malá galerie, České Budějovice
- 1990 Jaroslav Dvořák, Galerie "A", Most
- 1991 Jaroslav Eduard Dvořák: Vzkazy, Galerie Platýz, Praha
- 1992 Jaroslav Eduard Dvořák, Galerie Zlatá ulička, Praha
- 1993 Jaroslav Eduard Dvořák, Náprstkovo muzeum Praha[8]
- 1993 Jaroslav Eduard Dvořák, Galerie Via Art, Praha
- 2018 Jaroslav Eduard Dvořák: Obrazy a objekty, Galerie Millenium Praha

#### Společné (výběr)
- 1972 Mladí z AVU (Zdenek Hůla, Jaroslav Dvořák, Tomáš Rafl), Ústav teorie informace a automatizace ČSAV, Praha
- 1976 Práce mladých výtvarných umělců, Galerie Vincence Kramáře, Praha
- 1977 Mladá tvorba 2, Žáci Akademie výtvarných umění Praha, Východočeská galerie v Pardubicích, Zámek
- 1979 České umění 1945/1975, Alšova jihočeská galerie v Hluboké nad Vltavou
- 1980 Člověk, Prostor člověka II., Městské kulturní středisko, Dobříš
- 1981 Nová tvorba mladých výtvarných umělců, Mánes, Praha
- 1981 Malířský a sochařský portrét (Sbírka umění 20. století Severočeské galerie), Severočeská galerie výtvarného umění v Litoměřicích
- 1982 IV. trienále realistické malby, Sofie
- 1983 Salon d’automne, Grand Palais - Galeries nationales, Paříž
- 1984 Současná krajina, Oblastní galerie v Liberci
- 1984/1985 Mladí malíři ČSR, Severočeská galerie výtvarného umění v Litoměřicích
- 1986 České umění 20. století, Alšova jihočeská galerie v Hluboké nad Vltavou
- 1986 České maliarstvo XX. storočia zo zbierok Národnej galérie v Prahe (III. diel), Oravská galéria, Dolný Kubín
- 1987 Obrazy a sochy. Výstava pražských členů Svazu českých výtvarných umělců, Mánes, Praha
- 1988 La peinture et la sculpture aujourd’hui en Tchecoslovaque, Paříž
- 1988 Z nových zisků Národní galerie v Praze z let 1984-1986, 4. část, Městská knihovna Praha
- 1988 První výstava Volného seskupení 12/15 v Kolodějské jízdárně, Jízdárna, Koloděje
- 1988 Přírůstky 1985-1987, Staroměstská radnice, Praha
- 1988 Jeden starší - jeden mladší. Obrazy, sochy, realizace, Lidový dům, Praha
- 1989 Z nových zisků Národní galerie v Praze (1987 - 1988)
- 1990 Výtvarné tendence, Středočeská galerie, Praha
- 1990 Volné seskupení 12/15 Pozdě, ale přece: Kreslení, Galerie Fronta, Praha
- 1991 Volné seskupení 12/15 Pozdě, ale přece: Český globus, Městská knihovna Praha, Praha
- 1992 Volné seskupení 12/15 Pozdě, ale přece: Kresby, Art Galerie, Žďár nad Sázavou
- 1993 Chrasten, Vyšehrad, Praha
- 1994 Volné seskupení 12/15 Pozdě, ale přece: Menší formáty, Galerie Via Art, Praha
- 1994 Volné seskupení 12/15 Pozdě, ale přece: U zdymadla, Mánes, Praha
- 1994 Vyšehrad '94, Vyšehrad, Praha
- 1994/1995 Mánes Mánesu, Mánes, Praha
- 1995 Noví členové Spolku výtvarných umělců Mánes v Templu, Městský palác Templ, Mladá Boleslav
- 1996 Kresba Mánesa, Muzeum a Pojizerská galerie Semily
- 1996 Bienále malby, grafiky a plastiky Písek '96, Galerie Portyč, Písek
- 1996 Špét, ábr doch, Niederösterreichisches Landesmuseum, Vídeň
- 1998 Šest současných umělců z Prahy, Hotel Paříž, Praha
- 1998 Umělci katedry výtvarné výchovy Pedagogické fakulty UK v Praze, Karolinum, Praha
- 1998 Obrazy, Bank Austria Creditanstalt, Czech Republic, a.s., Praha
- 2000 Moderní česká kresba, Galerie Vltavín, Praha
- 2001 Projekt Továrna / The Factory Project, Techo a.s., Praha
- 2001 Jubilanti Spolku výtvarných umělců Mánes 2001, Obecní galerie Beseda, Praha
- 2001 Možná první a zatím poslední, Mánes, Praha
- 2002 Mánes ve mlýnici, Löwitův mlýn, Praha
- 2003 Europe Art Languages, Galerie Techo Centrum, Praha
- 2005 Členská výstava Spolku výtvarných umělců Mánes A-J, Galerie Diamant, Praha
- 2006 Jubilanti Mánesa 2006, Galerie Diamant, Praha
- 2007/2008 České umění XX. století: 1970-2007, Alšova jihočeská galerie v Hluboké nad Vltavou
- 2008 Krajiny bez nebe, Galerie Jiřího Jílka, Šumperk
- 2011 Jubilanti Mánesa 2011, Galerie Diamant, Praha
- 2012 Volný směr. Setkání členů S.V.U. Mánes k 125. výročí založení spolku, Kostel Zvěstování Panně Marii, Litoměřice
- 2015 Má vlast: Pocta české krajinomalbě, Jízdárna Pražského hradu, Praha
- 2016 12/15 Pozdě, ale přece, Galerie Nová síň, Praha
- 2017 Světlo v obraze: český impresionismus, Jízdárna Pražského hradu

### Autorské katalogy
- Jaroslav Dvořák, kat. 4 s. k výstavě v Galerii mladých Mánes, Svaz českých výtvarných umělců, Praha 1975
- Jaroslav Dvořák: Obrazy, kat. 6+1 s., text Holub Karel, Galerie Platýz, Praha 1981
- Jaroslav Dvořák: Obrazy, kat. 12 s., text Kotalík Jiří, Galerie Nová síň, SČVU Praha 1986
- Jaroslav Dvořák: Obrazy, kat. 12 s., text Šamšula Pavel, PKO - kulturní středisko Hroznová, Malá galerie, České Budějovice 1988
- Jaroslav Eduard Dvořák: Vzkazy, kat. 4 s., Český fond výtvarných umění, Praha 1991
- Jaroslav Eduard Dvořák, text Neumann Ivan, ed. Ivan Exner, S.V.U. Mánes, Praha 2018, ISBN 978-80-906513-5-7

### Publikace (výběr)
- Mladí čeští malíři, text Dušan Konečný, Odeon Praha 1978
- České výtvarné umění v architektuře 1945 - 1985, 157 s., Karbaš Jiří, Odeon Praha 1985
- České umění 20. století, Obrazy, plastiky, kresby, grafika: Přírůstky Alšovy jihočeské galérie za léta 1980 - 1985, Lauda Bořivoj, Tetiva Vlastimil, AJG Hluboká 1987
- 12/15 Pozdě, ale přece, kol.ektiv autorů, Odbor školství a kultury Praha 9, Praha 1988
- La peinture et la sculpture aujourd’hui en Tchecoslovaque, kat. 54 s., Doricová Dana, Karbaš Jiří, Paříž 1988
- Z nových zisků Národní galerie v Praze (1987 - 1988), 281 s., Kotalík Jiří, Národní galerie v Praze 1989
- Výtvarné tendence: Obrazy a plastiky 2. poloviny 20. století ze sbírek Středočeské galerie, 64 s., Jelínková Dagmar, Středočeská galerie, Praha 1990
- 12/15 Český globus, 68 s., Neumann Ivan, Ministerstvo kultury ČR, Praha 1991
- Chrasten: Nové sdružení pražských malířů a hosté, 48 s., Mžyková Alice, vydal Revi-ex, s.r.o. 1993
- Mánes Mánesu, 100 s., Bauch Jan a kol., Victoria Publishing, a.s., Praha 1994
- Bienále malby, grafiky a plastiky Písek '96: I. ročník přehlídky současného českého výtvarného umění, Kříž Jan, Kulturní klub města Písku 1996
- Špét, ábr doch - Pozdě, ale přece, 40 s., Neumann Ivan, Gema Art Group, spol. s.r.o., Ministerstvo zahraničních věcí ČR Praha 1996, ISBN 80-901425-4-0
- Umělci katedry výtvarné výchovy Pedagogické fakulty UK v Praze, 45 s., Helus Zdeněk, Koutecký Josef, Šamšula Pavel, Univerzita Karlova, Pedagogická fakulta, Praha 1999, ISBN 80-86039-84-6
- Projekt Továrna The Factory Project, 59 s., Drury Richard Frederick, Hubálek Slavomil, Kejval Jiří, Techo a.s., Praha 2001
- České umění XX. století: 1970-2007, 326 s., Tetiva Vlastimil, Alšova jihočeská galerie v Hluboké nad Vltavou 2007, ISBN 978-80-86952-42-0
- Volný směr / Free Current: Setkání členů S.V.U. Mánes k 125. výročí založení spolku / A Meeting for Members of the Mánes Association of Fine Artists to Mark the 125th Anniversary of its Founding, 76 s., Kotalík Jiří Tomáš, Špale Václav, Štíbr Jan, Severočeská galerie výtvarného umění v Litoměřicích 2012, ISBN 978-80-85090-92-5
- Trojice: Symbolické setkání výtvarných umělců a teoretiků v Galerii S.V.U. Mánes Diamant a v Galerii Kooperativy v roce 100. výročí úmrtí Mikoláše Alše, 201 s., Exner Ivan, Murcott Rosana (eds.), SVU Mánes, Kooperativa pojišťovna, a.s., Vienna Insurance Group, Praha 2013, ISBN 978-80-905116-8-2
- Má vlast: Pocta české krajinomalbě, 2013 s., Exner Ivan, Zachař Michael, Spolek výtvarných umělců Mánes, Praha 2015, ISBN 978-80-905875-3-3